# Phoenidnus
Phoenidnus is een kevergeslacht uit de familie van de boktorren (Cerambycidae). De wetenschappelijke naam van het geslacht werd voor het eerst geldig gepubliceerd in 1866 door Pascoe.

## Soorten
Phoenidnus is monotypisch en omvat slechts de volgende soort:
- Phoenidnus lissonotoides Pascoe, 1866